# Old Spanish National Historic Trail
Pour le sentier du parc national des Arches, voir Old Spanish Trail.
L'Old Spanish National Historic Trail est un sentier de randonnée américain entre Santa Fe au Nouveau-Mexique et Los Angeles en Californie. Long de 2 700 milles, il passe par le Colorado, l'Arizona, l'Utah et le Nevada sur les traces de l'ancienne route commerciale du même nom. Classé National Historic Trail depuis 2002, il est géré par le Bureau of Land Management et le National Park Service.